# Ivan Pudar
Ivan Pudar (Zemun, 16 agosto 1961) è un ex calciatore croato, fino al 1991 jugoslavo, di ruolo portiere.

## Carriera

### Club
Durante la sua carriera calcistica giocò per l'Hajduk Spalato, il Spartak Subotica, l'Espinho, il Boavista e l'Eintracht Treviri.

### Nazionale
A livello giovanile vinse l'edizione 1979 del campionato europeo di calcio Under-18.
Con la Jugoslavia vanta una presenza, la partecipazione al campionato del mondo 1982 e la vittoria della medaglia di bronzo al Los Angeles 1984.
Disputò da titolare l'amichevole terminata 1-1 contro la Cina.

## Statistiche

### Cronologia presenze e reti in nazionale
| Cronologia completa delle presenze e delle reti in nazionale ― Jugoslavia | Cronologia completa delle presenze e delle reti in nazionale ― Jugoslavia | Cronologia completa delle presenze e delle reti in nazionale ― Jugoslavia | Cronologia completa delle presenze e delle reti in nazionale ― Jugoslavia | Cronologia completa delle presenze e delle reti in nazionale ― Jugoslavia | Cronologia completa delle presenze e delle reti in nazionale ― Jugoslavia | Cronologia completa delle presenze e delle reti in nazionale ― Jugoslavia | Cronologia completa delle presenze e delle reti in nazionale ― Jugoslavia |
| Data                                                                      | Città                                                                     | In casa                                                                   | Risultato                                                                 | Ospiti                                                                    | Competizione                                                              | Reti                                                                      | Note                                                                      |
| ------------------------------------------------------------------------- | ------------------------------------------------------------------------- | ------------------------------------------------------------------------- | ------------------------------------------------------------------------- | ------------------------------------------------------------------------- | ------------------------------------------------------------------------- | ------------------------------------------------------------------------- | ------------------------------------------------------------------------- |
| 29-1-1985                                                                 | Kochi                                                                     | Jugoslavia                                                                | 1 – 1                                                                     | Cina                                                                      | Amichevole                                                                | -                                                                         |                                                                           |
| Totale                                                                    |                                                                           | Presenze                                                                  | 1                                                                         |                                                                           | Reti                                                                      | -1                                                                        |                                                                           |

## Palmarès

### Giocatore

#### Nazionale
- Campionato d'Europa Under-18: 1

1979
- Bronzo olimpico: 1

Los Angeles 1984